# 香港島

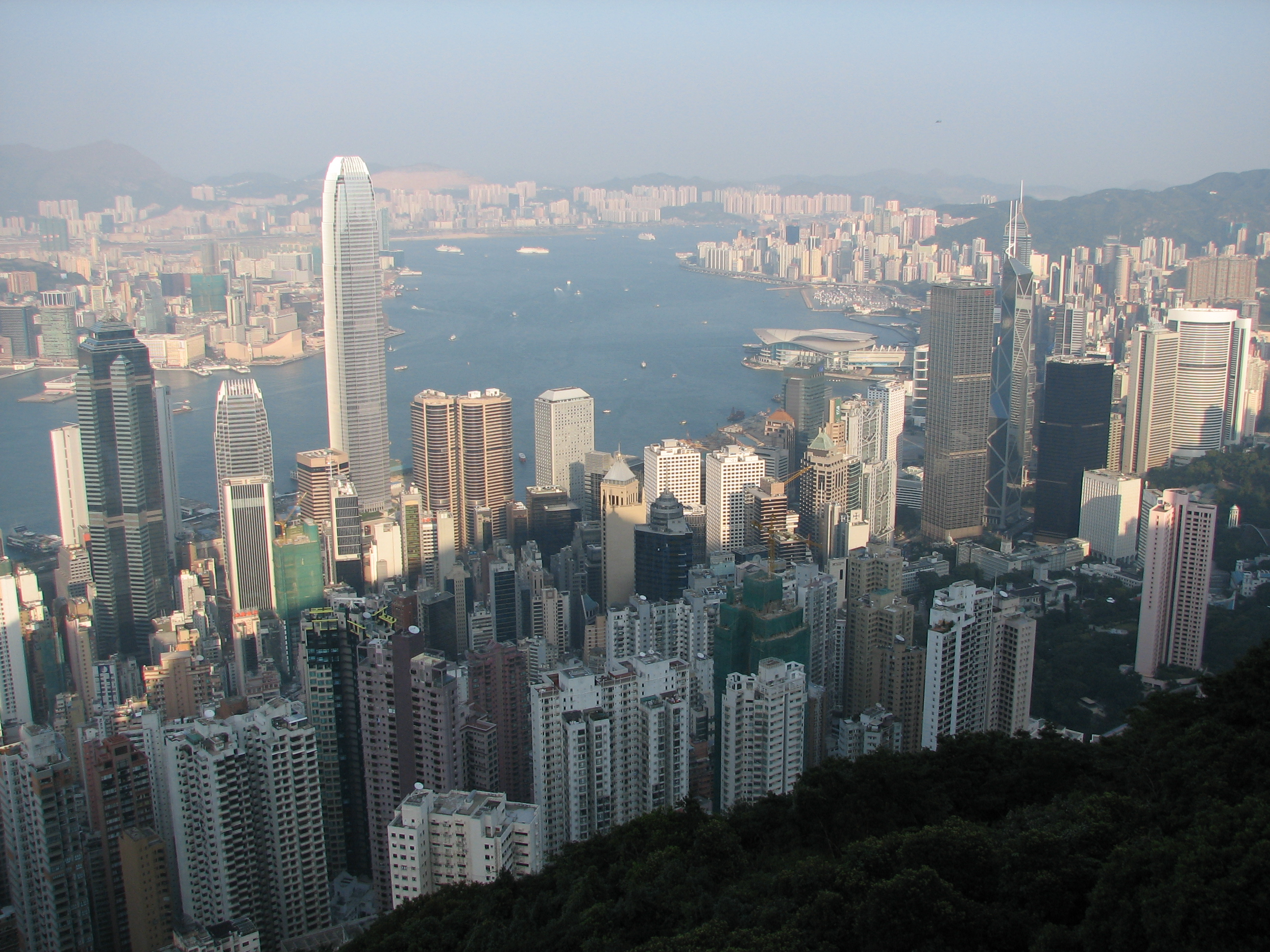
從太平山上所拍攝的景觀，下半部為港島北岸一帶商業區

香港島（英語：Hong Kong Island），又稱香港，港島，港島區或香港區，古稱泛春州、紅香爐，與九龍和新界同為香港三大地域之一。面積約78.65平方公里，最高峰是太平山，海拔552米，為境內第二大島嶼。香港島屬萬山群島的一部份。香港島是香港開埠時最早發展的地區，當1842年香港成為英國殖民地而維多利亞城又未落成時，位於港島南區的赤柱是當時的行政中心。在英國殖民地初期，香港島北部人口密集，並劃為維多利亞城。香港島與九龍半島由維多利亞港分隔，海岸是昔日貿易船隻停泊的地方。
香港島是香港的政治、經濟、金融、貿易和商業中心，禮賓府、政府總部、立法會綜合大樓、高等法院、終審法院等多個政府部門以及香港交易所、證監會、多家跨國銀行和金融機構、公司、律師行、外國領事館總部都設在香港島。香港島上有不少著名甲級商廈及酒店，如：國際金融中心 (香港)、中環廣場 (香港)、香港匯豐總行大廈、香港中銀大廈、港島東中心、中環中心、港島香格里拉大酒店、香港四季酒店等；中環、金鐘、鰂魚涌、灣仔和銅鑼灣等主要中心商業區，以及香港大學和香港樹仁大學，也位於香港島。而地區劃分（例如作為立法會選區）上的香港島，還包括鴨脷洲、大小青洲、熨波洲、銀洲等附屬島嶼，即中西區、灣仔區、東區和南區四區的總和。
22°15′32″N 114°11′28″E / 22.2587586°N 114.1910696°E

## 歷史

### 古代文化
香港島的赤柱、舂坎角曾發現新石器時代文物。
秦始皇南攻百越，今之香港島始屬南海郡番禺縣轄，至西晉。東晉咸和六年（331年）後屬寶安縣。根據《港島東區風物志》記載，香港遊艇會（舊名燈籠洲， 又名奇力島，今日紅隧港島入口處）曾出土過隋唐至兩宋時期銅錢，估計至少在隋唐年間，島上已經有商業活動。香港島的鋼綫灣曾經發現唐代灰窯遺址，出土的窯具現時收藏在香港古物古蹟辦事處的文物收藏室。至明朝萬曆元年（1573年）為新安縣領地，直至被清朝順治康熙年間，香港原居民受明鄭、遷界令影響全數迫遷三十里至今東莞，直至明鄭滅亡，明鄭及其後人如張保仔以海盗方式一直進佔香港島直至割讓給英國。
開埠前香港島有其他別名：中文有大清乾隆九年（1744年）《海國聞見錄》中的「紅香爐」，西方則最早1780年記載有「Fan-chin-chow」（泛春洲）。
大清帝國連年積弱，在鴉片戰爭中戰敗於英國，英方於《穿鼻草約》中要求將香港島割讓给英國，并与清廷在《南京条约》中正式确定割让。

### 英治初期

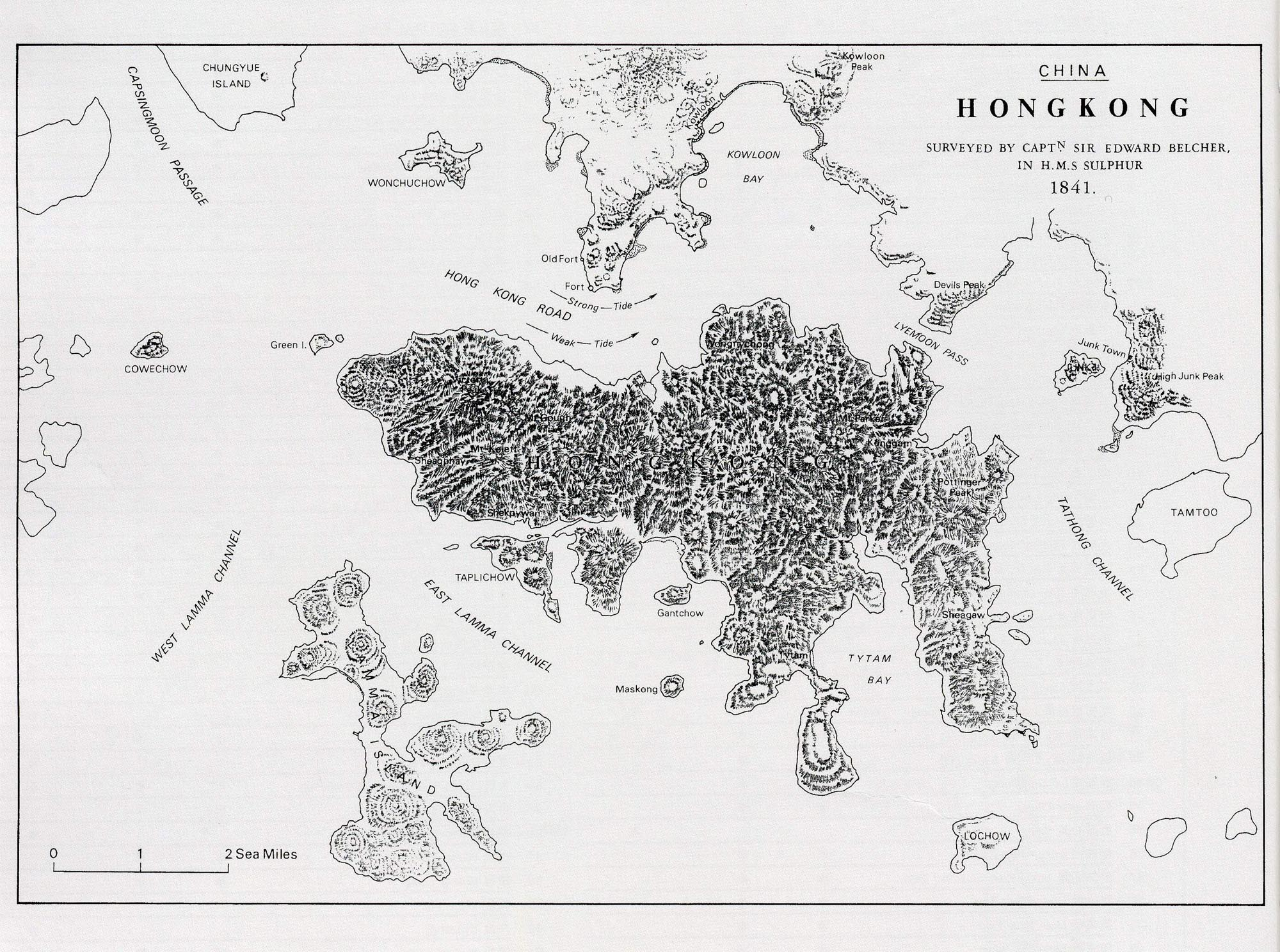
1841年香港島地圖，由愛德華·卑路乍於英國皇家海軍炮艦硫磺號上繪製

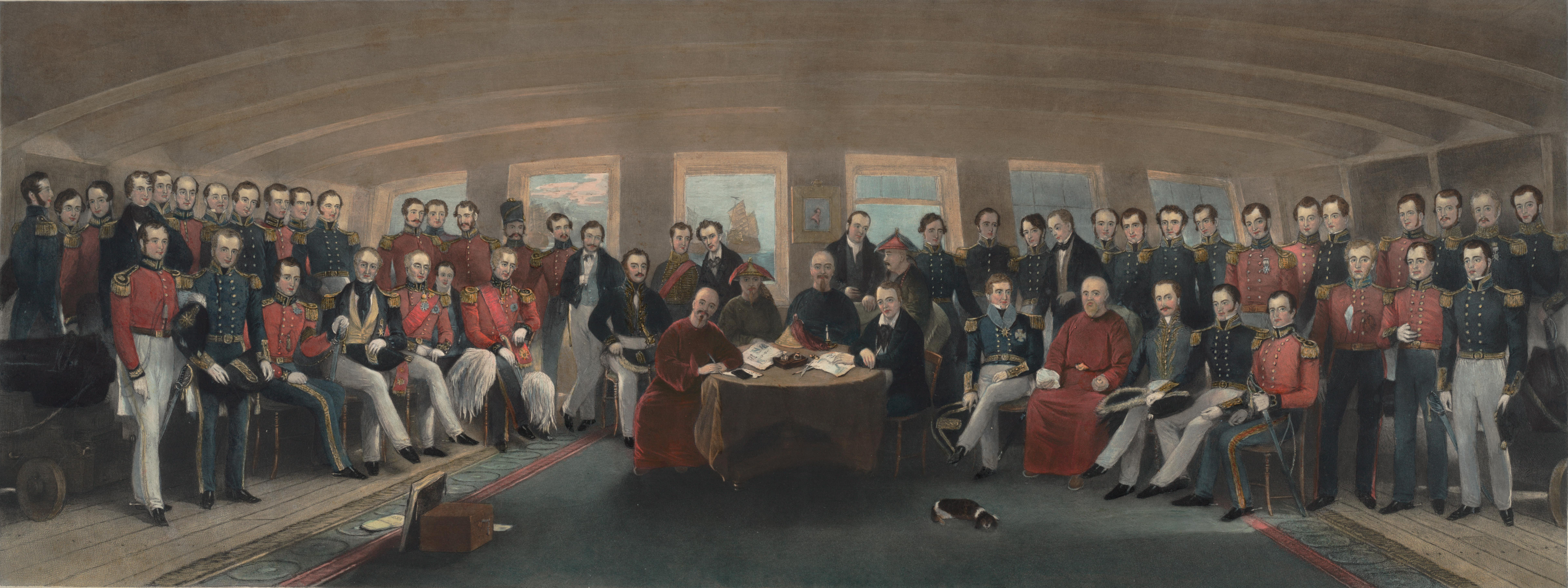
中、英兩國簽訂《南京條約》

1841年1月26日，英國的駐華商務總監（未獲清廷承認）暨英國皇家海軍軍官查理·義律（Charles Elliot）最先佔領香港島，並於水坑口（英語：Possession Point，意思是佔領點，故又譯「波些臣」）登陸，並稱香港島為（意即貧瘠的小島）。英軍又舉行升旗儀式和鳴炮，宣示主權。原本香港一詞只是指香港島，後來香港一詞的範圍才擴展至九龍半島和新界(即現在香港全境）。在香港開埠以前，赤柱人口最多，經濟較繁榮，而且，不少外國商人、水手亦是從那裡登陸，故於開埠初期，英國人曾計劃以港島南的赤柱、香港仔和黃竹坑一帶為發展基地。惜赤柱一帶土地狹少，且有海盜威脅；更重要的是當時井水不潔，更有疫症蔓延，故此英國人決定轉往港島北岸填海發展。後來，英國人在香港的中環一帶駐腳，先建成香港第一條街道——荷活道，並把中環一帶發展成行政和商業中心（維多利亞城）。19世紀至20世紀初，香港主要是以商業貿易為經濟主軸，幾乎所有公司都在中環一帶進駐，中環成為當時香港島的商業中心區。此外，香港島還有很多高級住宅區，像中環山上的半山區、太平山頂和淺水灣都是當時開始發展的。
1842年，清朝與英國再簽訂《南京條約》，香港島正式成為英國在遠東的殖民地之一。

### 日軍侵領
1930年初，英軍意識到日軍可能會攻佔香港，加上黃泥涌峽在軍事上的重要性，所以興建了大規模的防禦工事，包括皇家炮兵第5AA高射炮陣地、榴彈炮炮台以及多個機槍堡等。1941年12月8日香港保衛戰爆發，而日軍於12月18日成功搶灘香港島北角，12月19日已抵達黃泥涌峽。當時英軍第3義勇軍步兵連第7、8、9排，少量蘇格蘭營及加拿大溫尼伯榴彈兵部隊D連，為扼守這個通往香港島南部的要道以及黃泥涌水塘，與日軍爆發激戰。雖然英軍的頑強防守使日軍有600多人傷亡，並使義勇軍第3連成為抗戰英雄，但日軍於12月23日終於佔領黃泥涌峽。由於英軍僅餘赤柱炮台可守，加上香港另一主要山峽灣仔峽於12月24日亦失守，惟有選擇投降，結束了香港保衛戰，並開始了香港日佔時期。

### 戰後時期
自第二次世界大戰後香港島人口劇增，由於中環一帶土地不敷應用，香港島不少地方都開始發展，如北角、筲箕灣、香港仔和黃竹坑。這些新開發地區為昔日的工廠區，自製造業式微後，由於香港島的地價租金一直遠比九龍對岸的高，所以慢慢地香港島的商業中心除了在中環外，還有鰂魚涌、灣仔和銅鑼灣一帶。1997年7月1日，香港岛与九龙半岛和新界的主权一同移交中华人民共和国。

## 行政區劃
香港島的行政分區有：
- 中西區：包括中環（金鐘）、上環、西環（西營盤、石塘咀、堅尼地城)、摩星嶺、山頂區、半山區、薄扶林、大小青洲等地方。
- 灣仔區：包括灣仔（摩利臣山、灣仔北）、銅鑼灣西、銅鑼灣東（炮台山南、天后）、跑馬地（渣甸山）灣仔峽、大坑等地方。
- 東區：包括北角（炮台山北、寶馬山）、鰂魚涌（太古城）、筲箕灣（西灣河）及柴灣（杏花邨、小西灣）等地方。
- 南區：包括香港仔、鴨脷洲、鋼綫灣、薄扶林、黃竹坑、深水灣、淺水灣、赤柱、大潭及石澳等地，以及當中的鴨脷洲和鴨脷排等十多個島嶼。

1995年香港立法局選舉亦曾使用「港島中」、「港島東」、「港島南」及「港島西」分區。自1998年香港立法會選舉起，地方直選改為比例代表制，並由中西區、灣仔區、東區及南區組成「香港島」選區，成為全港五個地方選區之一。

## 地理

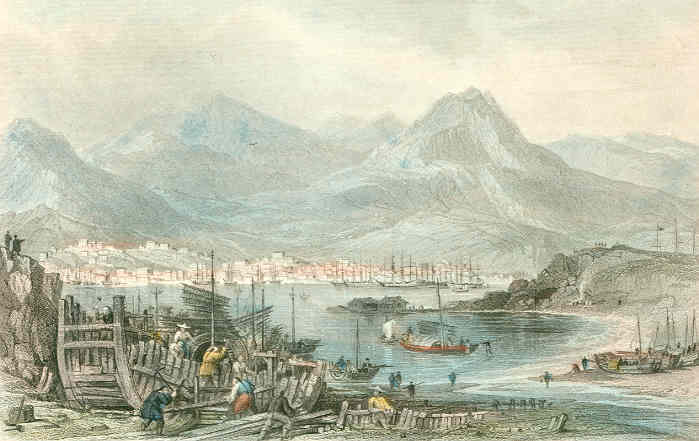
畫家Stoddart R.N.筆下香港島

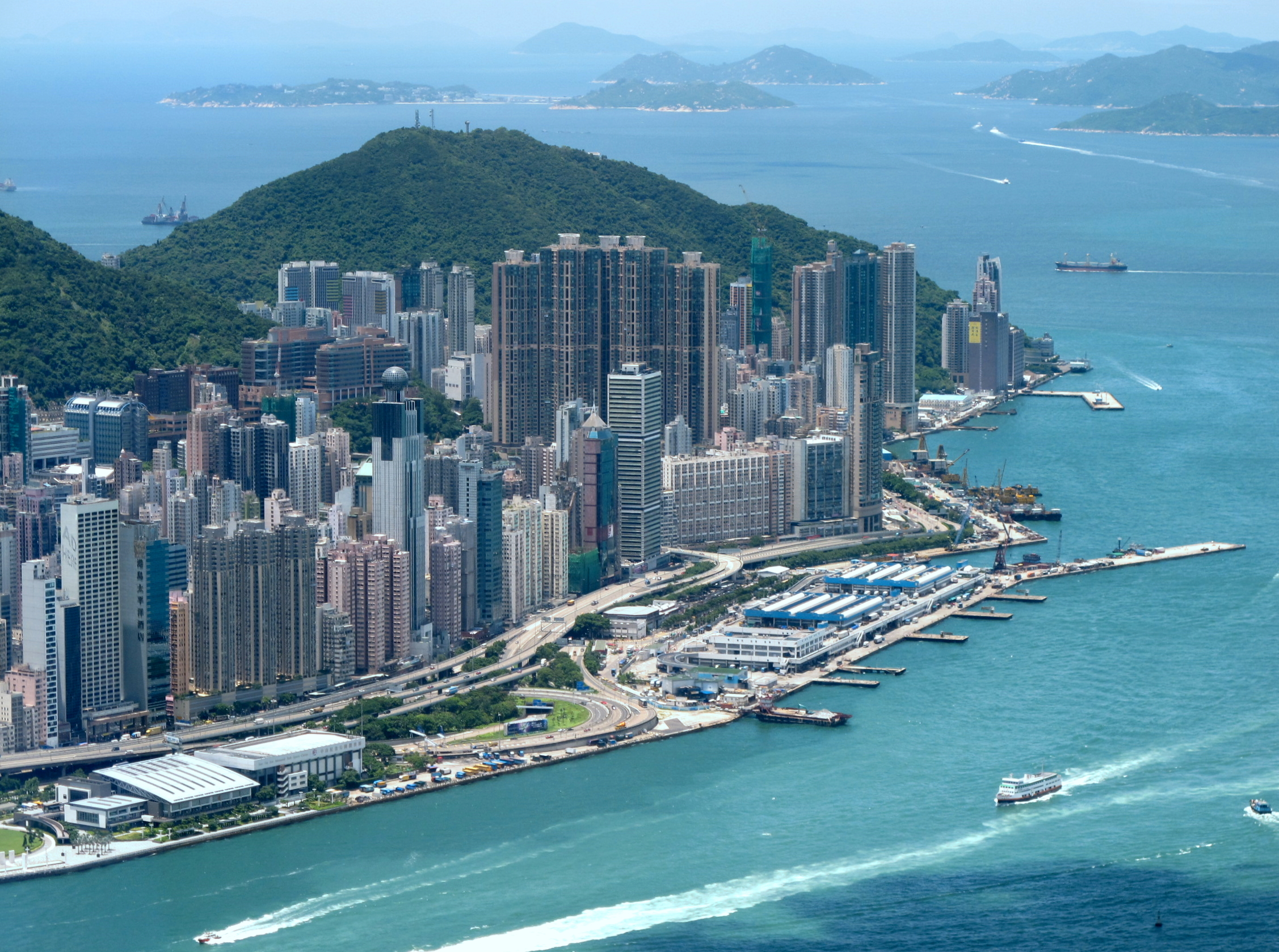
從天際100拍攝西營盤、石塘咀和堅尼地城

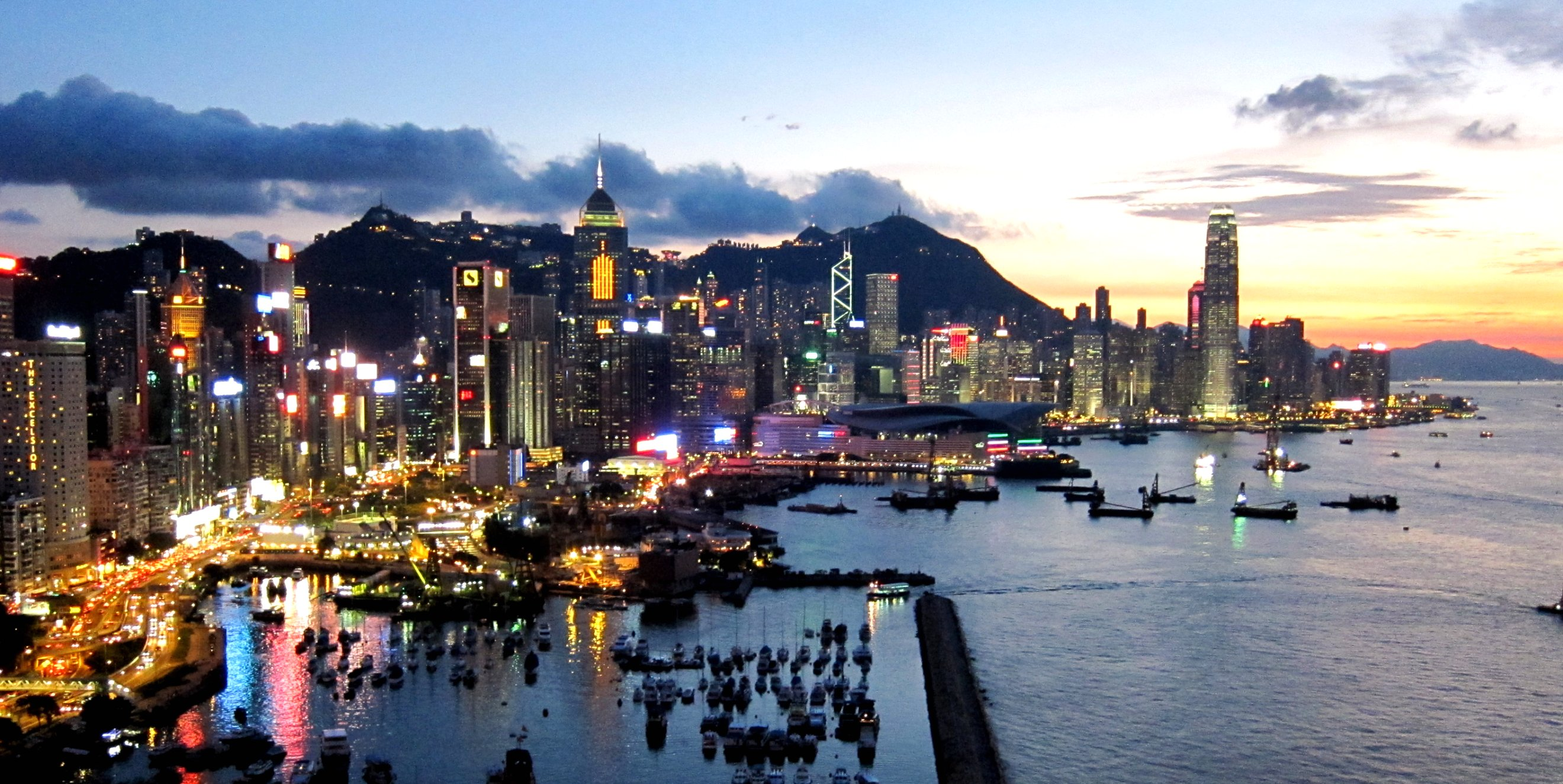
傍晚時份的港島區

香港島位於珠江口、香港南部，北緯22.2度，東經114.2度的位置上。香港島面積約78.65平方公里，佔全香港面積大約7%，是香港第二大島嶼，位於大嶼山之後。島上平地主要集中在北部一列狹長海旁土地上，由堅尼地城一直伸展至小西灣；香港島的主要經濟發展也集中於維多利亞港沿岸地區。舊日商船自粤（省城廣州）往来上海、福建等地必經港島海道，為省城東路咽喉要害。香港島的土地從香港開埠以來多年一直依賴填海工程而增加。
香港島與九龍半島相隔着維多利亞港，現時共有3條過海行車隧道及4條過海鐵路接駁港九兩岸，中間亦有港內線渡輪行走。本來銅鑼灣對出海域有一奇力島，在1955年興建新的銅鑼灣避風塘時與香港島連接，當時奇力島由波斯富街尾一直築海堤得以接連。1969年至1972年，為興建海底隧道入口，灣仔及銅鑼灣北部進行了另一次填海工程，2011年至2020年，為興建中環及灣仔繞道再次在北部填海，遂發展成今天的地貌。

### 山峰
香港島地形山多平地少，最高點為海拔552米的扯旗山（即太平山）。
| 名稱     | 高度（米） | 郊野公園                     | 行政區劃 |
| -------- | ---------- | ---------------------------- | -------- |
| 扯旗山   | 552        | 薄扶林                       | 中西區   |
| 柏架山   | 532        | 大潭和大潭（鰂魚涌擴建部份） | 東區     |
| 奇力山   | 501        | 郊野公園之外                 | 中西區   |
| 西高山   | 494        | 薄扶林                       | 中西區   |
| 歌賦山   | 479        | 郊野公園之外                 | 中西區   |
| 金馬倫山 | 439        | 香港仔                       | 灣仔區   |
| 畢拿山   | 436        | 大潭和大潭（鰂魚涌擴建部份） | 東區     |
| 紫羅蘭山 | 433        | 大潭                         | 南區     |
| 渣甸山   | 433        | 大潭                         | 灣仔區   |
| 聶高信山 | 430        | 香港仔                       | 灣仔區   |
| 小馬山   | 424        | 大潭和大潭（鰂魚涌擴建部份） | 東區     |
| 孖崗山   | 386        | 大潭                         | 南區     |
| 歌連臣山 | 348        | 石澳                         | 南區     |
| 南朗山   | 284        | 郊野公園之外                 | 南區     |
| 摩星嶺   | 269        | 郊野公園之外                 | 中西區   |
| 龍虎山   | 253        | 龍虎山                       | 中西區   |
| 壽臣山   | 140        | 郊野公園之外                 | 南區     |

### 水文
香港島水系列表：
| - 雲爛坑 - 黃竹坑 - 打石石澗 - 龍爛坑 - 銀坑 - 遊龍坑 - 風門石澗 - 金鴨石澗 - 賽西湖水塘 - 薄扶林飛瀑 |  | - 西孖肚坑 - 薑花澗 - 深水灣石澗 - 紫深石澗 - 紫淺石澗 - 紫潭石澗 - 雙潭石澗 - 渣大石澗 - 畢潭石澗 - 小馬坑 |  | - 老虎坑 - 潭崗石澗 - 柴大石澗 - 太古水塘 - 藍塘水塘 - 西柏石澗 - 柏畢馬坑 - 寶馬石澗 - 柏柴坑 - 馬東上坑 |  | - 馬東下坑 |

### 鄰近島嶼
香港島東面為東龍洲，中間以藍塘海峽相峙。而南面主要為南丫島、鴨脷洲及蒲台群島等島嶼，而當中的鴨脷洲與香港仔隔着香港仔海峽對望，中間以鴨脷洲大橋連接。南丫島發電廠則為整個香港島供應電力。香港島的西北面有兩個小島，分別為青洲及小青洲，合稱大小青洲，與香港島中間隔著硫磺海峽。政府原計劃將青洲以填海方式連接香港島，並發展成為全新住宅區，同時建議作為以青洲作發展10號幹線中連接大嶼山的海底隧道的起點。然而，在環保團體的強烈反對下，有關計劃已擱置。目前兩個島上均無居民。

## 人口
根據2023年政府統計處年中人口資料，香港島（即中西區、灣仔區、東區及南區總和，含鴨脷洲等島嶼）陸上人口有1,188,500人，佔全港總陸上人口15.77%及全港總人口15.77%。一平方公里有約14,870人。根據2011年香港人口普查，香港島總人口有1,270,876人，佔全港總人口17.97%。
2000年時，香港島人口有1,367,900人，約佔全港人口19%。人口密度每平方公里人15,000人，高於整體密度（每平方公里7,000人）。如果單以島嶼的比較，香港島是全香港人口最多的島，也是中華人民共和國第三最多常住人口的島，僅次於海南島和廈門島（詳見中國島嶼）。

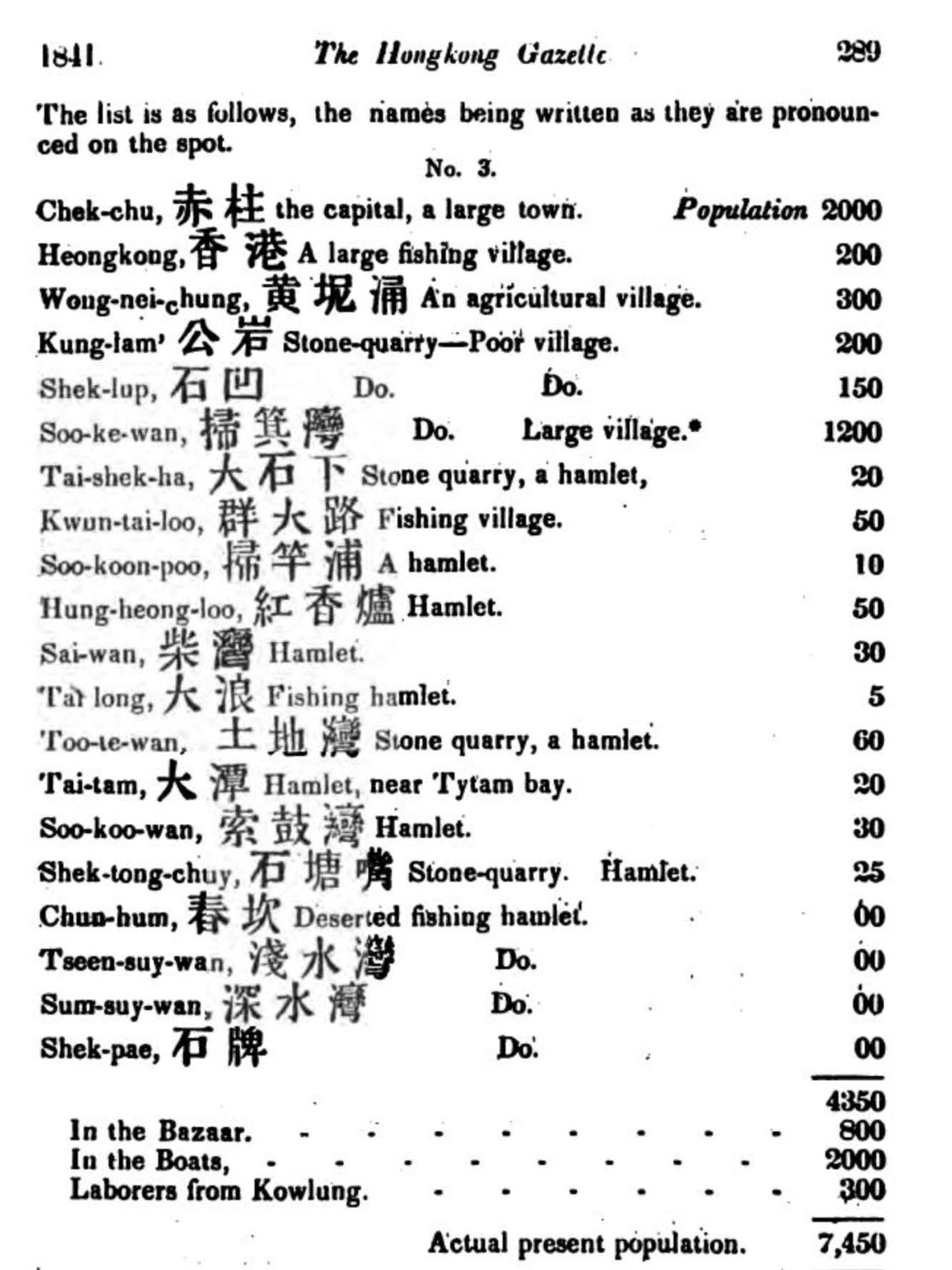
1841年《中國叢報》記載香港島人口統計

據1841年5月15日《香港轅門報》（Hong Kong Gazette）所載香港島開埠時之原居民人口分佈情況，島上除去4條廢村，共有16條村，當時香港島原居民主要使用粵語、蜑家話和客家語，包括赤柱2,000名、筲箕灣1,200名、黃泥涌300名、香港村200名、亞公岩200名、石澳150名、土地灣60名、紅香爐50名、西灣30名、石塘咀25名、掃桿埔10名等。

## 旅遊
香港島有很多特色旅遊景點，像太平山頂、香港海洋公園、中環、銅鑼灣、西灣河太安樓夜市、維多利亞公園、淺水灣、赤柱等都是聞名中外旅遊點。

## 康樂及保育

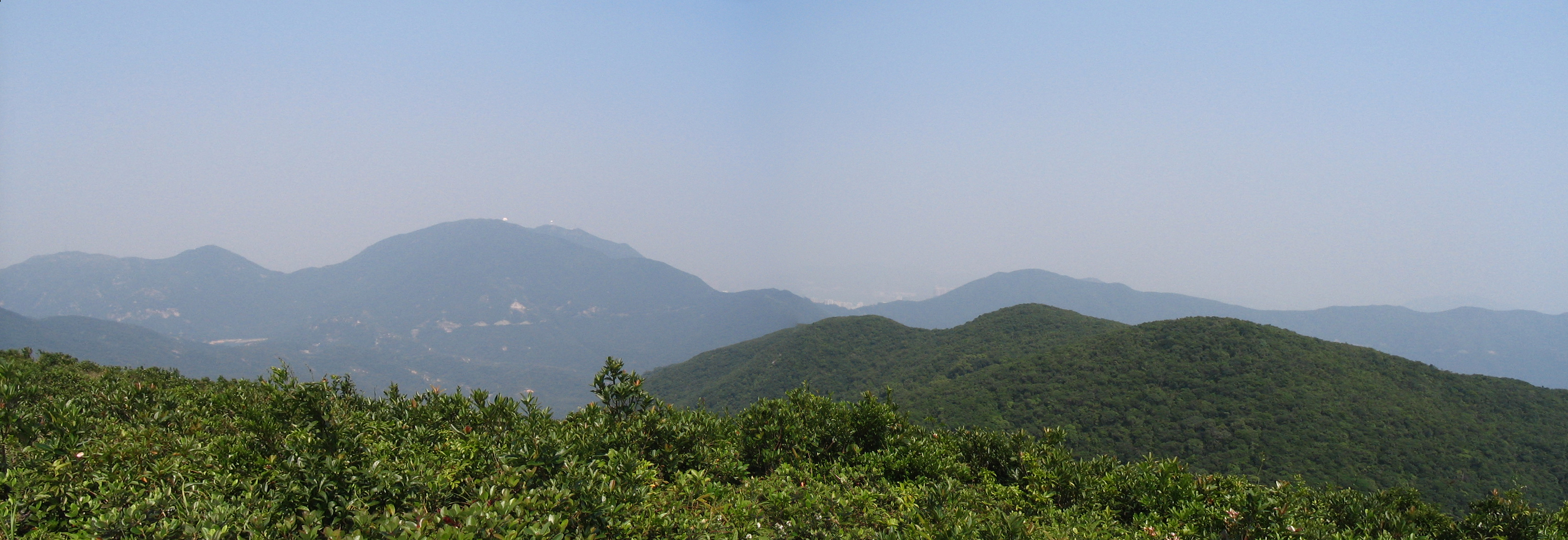
大潭郊野公園內連綿的山嶺。大潭郊野公園約佔香港島的總面積的五分之一

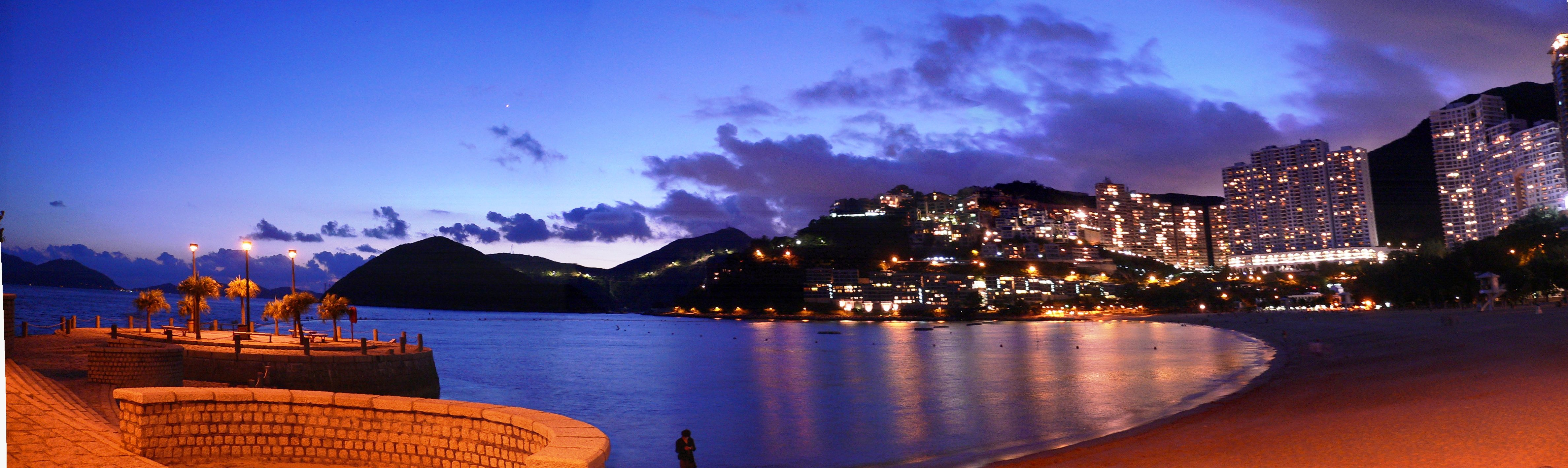
淺水灣夜景

香港島地勢較高的中心地帶，除摩星嶺、山頂、黃泥涌峽和部分渣甸山之外，大都屬於郊野公園範圍，包括龍虎山郊野公園、薄扶林郊野公園、香港仔郊野公園、大潭郊野公園、大潭郊野公園（鰂魚涌擴建部份）和石澳郊野公園。除了給遊人享受郊遊樂趣之外，郊野公園為香港島「市肺」，並確保集水區不受城市污染。園內的薄扶林水塘、香港仔水塘和大潭水塘和黃泥涌水塘為香港早期主要食水來源。
香港島主要遠足徑為港島徑，全長共50公里，分為8段。起點位於山頂爐峰峽，而終點則為大浪灣。跨越港九新界的衛奕信徑的第一和第二段亦途經大潭郊野公園和大潭郊野公園（鰂魚涌擴建部份）。
除郊野公園之外，香港島鶴咀亦設有香港的唯一一個海岸保護區──鶴咀海岸保護區。
郊野公園和海岸保護區均由漁農自然護理署管理。
香港島有多個泳灘，包括深水灣、淺水灣、中灣、南灣、舂坎灣、聖士提反灣、赤柱正灘、夏萍灣、龜背灣、石澳、大浪灣，為進行水上活動熱門地點。泳灘均由康樂及文化事務署管理。

## 交通

### 陸上交通

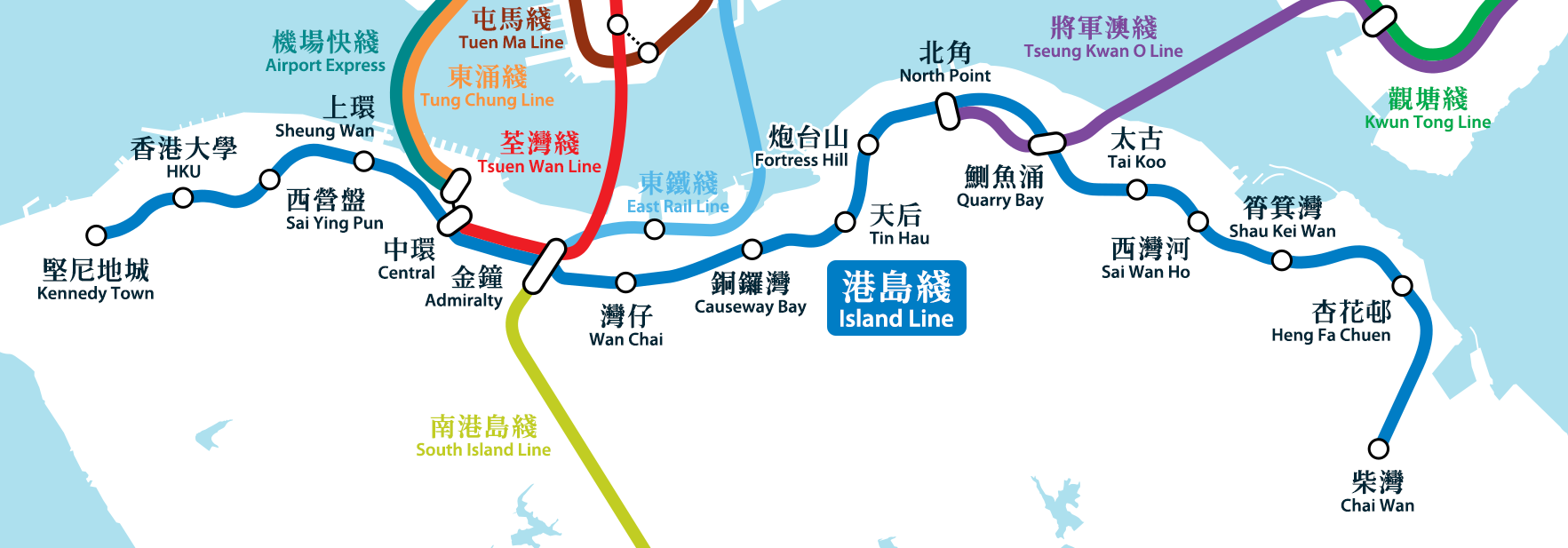
港鐵港島路綫圖（按真實地形繪畫）

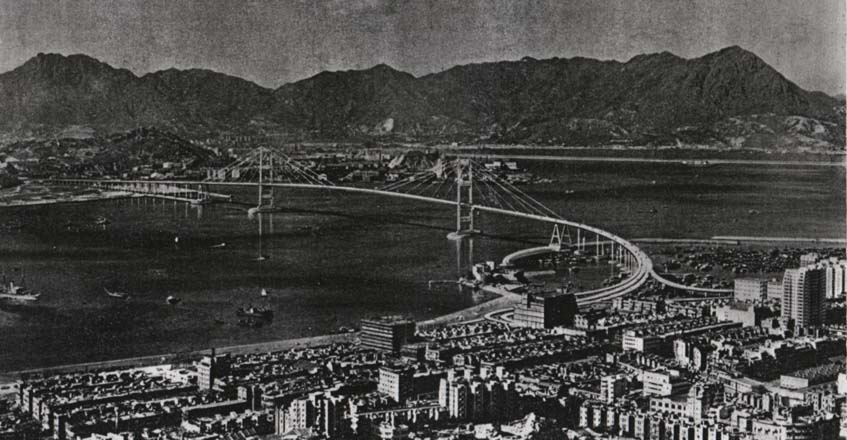
1950年代維多利亞港倡議興建跨海大橋時之模擬圖片

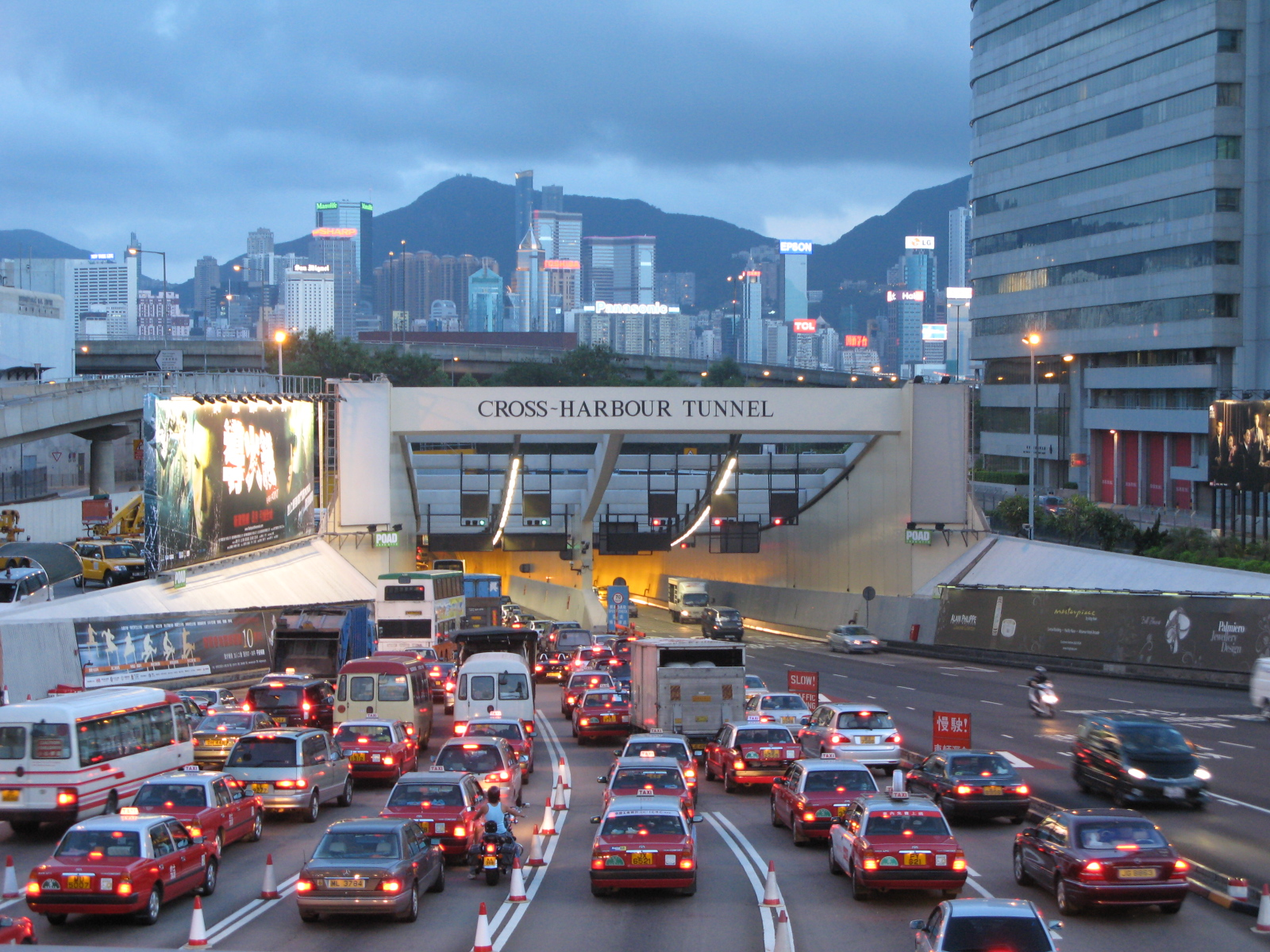
繁忙的香港海底隧道（紅磡海底隧道）九龍入口

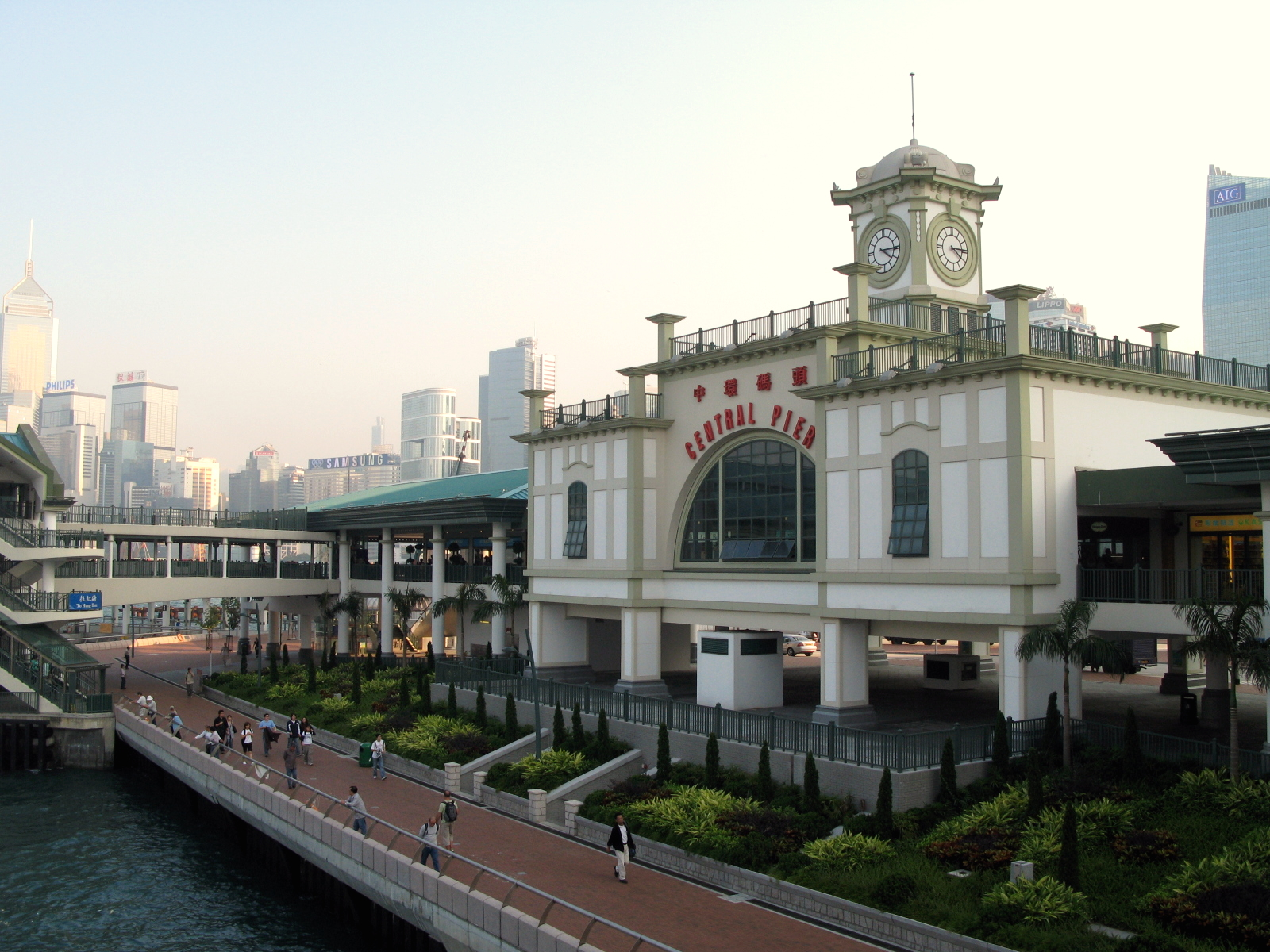
中環7號渡輪碼頭

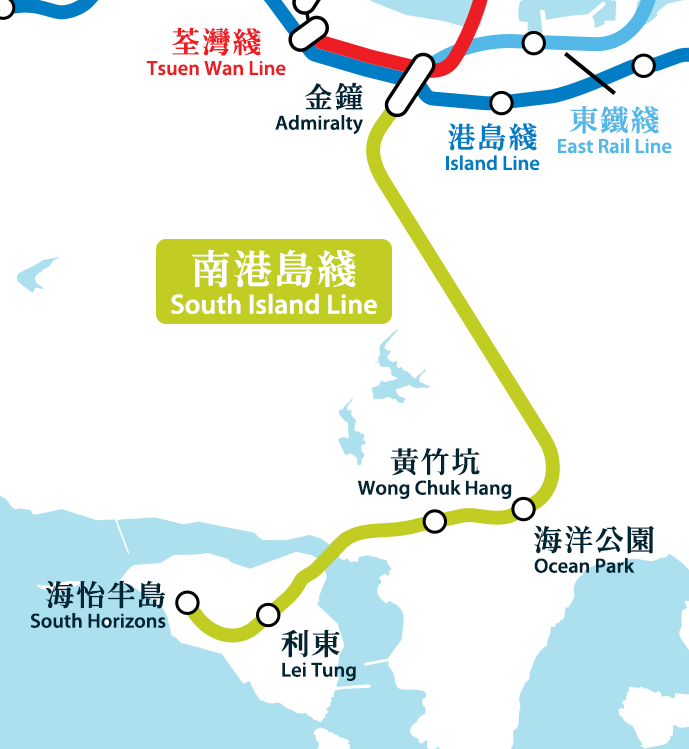
港鐵南港島綫路綫圖（按真實地形繪畫）

由於香港島發展集中於北岸，故交通也以北部較為發達。
港鐵港島綫與香港電車路線均於香港島沿岸地區來回行駛，貫通東、西各區成一橫線。電車東行到筲箕灣，西行至堅尼地城一帶，另有路線南至跑馬地；港鐵港島綫東行至柴灣站，西行至堅尼地城站。兩種公共交通工具互補不足。然而，港鐵亦已於2016年底開設呈南北走向的南港島綫，連接金鐘站與鴨脷洲的海怡半島站。山頂纜車為香港歷史最悠久的公共交通服務，來往太平山頂、半山區及中環，亦是吸引不少遊客乘搭。此外，香港島交通還依賴著巴士、小巴等交通服務，尤其是半山等沒有大型運輸工具的地區。

### 跨海交通
由於香港島四面環海，對外交通方面非常重要，香港島主要依靠海底隧道穿過維多利亞港連接九龍半島，再往各區。現時共有3條行車過海隧道，分別為香港海底隧道、東區海底隧道和西區海底隧道，以及5條港鐵路線東涌綫、荃灣綫、將軍澳綫、東鐵綫和機場快綫。第四條過海行車隧道目前正在計劃中，以疏導目前擠塞的交通。
而連接香港島和鴨脷洲的鴨脷洲大橋於1980年落成，使鴨脷洲與港島其他地區之間的關係更緊密。

### 海上交通
海上運輸方面，香港島設有多個渡輪碼頭，主要集中於中環、灣仔、北角和西灣河，設有頻密的渡輪航班來往九龍及離島，在上環亦同時設有往的離境碼頭。
維多利亞港內亦設有一些公眾碼頭，如知名的皇后碼頭，主要供小型駁船、遊艇、觀光船等作上落客服務。亦有小量的補給和貨物轉運。

#### 往九龍航線
前往九龍的渡輪服務稱為港內線，即以維多利亞港內的航線。有一段長時間大部份航線由油麻地小輪提供服務，主要路線有北角至觀塘、九龍城及紅磡及中環至佐敦道碼頭、大角咀及深水埗。1980年代初期，港島東區至中環的交通十分擠塞時更曾開辦由太古城至中環的非過海渡輪服務，至地鐵港島綫通車後取消。早期渡海小輪的服務時間至午夜止，在海底隧道及通宵過海巴士出現前，停航後市民只能等待第2天早上過海，又或者乘搭收費較昂貴且危險的「嘩啦嘩啦」電船。
1990年代起，由於陸上交通事業發達，香港政府對渡輪事業沒有大力支持，現時僅剩下5條航線：北角至觀塘、九龍城及紅磡；中環至尖沙咀，以及灣仔至尖沙咀航線，分別由富裕小輪、新渡輪及天星小輪營運。小型航線則有珊瑚海船務經營的西灣河至三家村及觀塘航線。

#### 往離島航線
往離島航線稱為港外線。幾乎均集中在中環碼頭，前往的地區包括馬灣、愉景灣、梅窩、坪洲、長洲及南丫島，由多家公司分別經營。有部份市民選擇遷入離島，每天都乘搭渡輪前往中環一帶上班。
此外，一些地區亦設有街渡，以小型渡輪接載乘客前往一些客量不高的地方，以作輔助一般渡輪服務，彈性較大。例如香港仔設有街渡航線前往鴨脷洲、南丫島及蒲台島：西灣河筲箕灣避風塘則有航線往來東龍島。

#### 往境外航線
位於上環的港澳客輪碼頭為前往澳門／氹仔以及廣東省中山、珠海、廣州番禺、深圳蛇口等多個中國內地地區的海上交通樞紐，設有多條高速客輪航線服務。碼頭天台亦設置直昇機停機坪，提供來往港澳的直昇機航班，來往香港及澳門只需15分鐘。

## 法定古蹟
中西區
- 都爹利街石階及煤氣路燈
- 舊最高法院外部
- 香港大學本部大樓外部
- 舊三軍司令官邸
- 前法國外方傳道會大樓
- 堅巷舊病理學院
- 舊上環街市北座
- 聖士提反女子中學主樓
- 梅夫人婦女會主樓外部
- 舊總督山頂別墅守衛室
- 舊中區警署
- 前中央裁判司署
- 域多利監獄
- 香港大學孔慶熒樓外部
- 香港大學鄧志昂樓外部
- 香港禮賓府
- 聖約翰座堂
- 聖若瑟書院北座及西座
- 青洲燈塔建築群
- 上環荷李活道文武廟
- 半山區衛城道甘棠第
- 英皇書院
- 和平紀念碑
- 舊精神病院正立面
- 香港大學馮平山樓外部
- 香港大學儀禮堂外部
- 香港大學梅堂外部

灣仔區
- 銅鑼灣天后廟
- 舊灣仔郵政局
- 景賢里
- 蓮花宮
- 馬場先難友紀念碑
- 東蓮覺苑
- 玉虛宮

東區
- 柴灣羅屋
- 前鯉魚門軍營第7、10、25座
- 黑角頭石刻

南區
- 大浪灣石刻
- 舊赤柱警署
- 黃竹坑石刻
- 香港大學大學堂外部
- 鶴咀燈塔
- 薄扶林水塘6項歷史構築物
- 大潭水塘22項歷史構築物
- 黃泥涌水塘3項歷史構築物
- 香港仔水塘4項歷史構築物
- 聖士提反書院書院大樓
- 伯大尼修院
- 鴨脷洲洪聖廟

## 未來發展
港島北海濱長廊
預計於2025年落成的港島北海濱長廊將全面接通西環石塘咀至筲箕灣愛秩序灣的海濱，提供總長度約12公里連貫的海濱長廊，以供市民享用。擬議板道長約2.2公里，寬度為最少10米，分為東、西2 段，油街至糖水道的1段為西段（長約0.7公里），電照街至海裕街的1 段則為東段（長約1.1公里），兩段之間由1段長約0.4公里的北角海濱花園連接。
南港島綫（西段）
南港島綫（西段）是港鐵計劃中的鐵路計畫，連接香港島石塘咀及南區，以解決南區薄扶林的交通擠塞問題。預計2027到2028年起，首批華富邨居民遷移後，可展開建造工程。

### 引用
1. ↑   (PDF).   [2007-04-07]. （原始内容 (PDF)存档于2012-03-05）. （页面存档备份，存于）
2. ↑  峰峦叠错的万山群岛 的存檔，存档日期2010-02-26.，资源网，国土资源部信息中心
3. ↑  . 中國文化研究院.   [2018-08-20]. （原始内容存档于2018-08-20）. （页面存档备份，存于）
4. ↑  林準祥. . 灼見名家. 2016-08-13  [2018-08-20]. （原始内容存档于2018-04-16）. （页面存档备份，存于）
5. ↑  .   [2007-03-16]. （原始内容存档于2021-02-03）. （页面存档备份，存于）
6. ↑  廣東海圖說·香港  張之洞 廣雅書局 1889
7. ↑  .   [2024-09-24]. （原始内容存档于2024-09-24）.
8. ↑  紅香爐與紅香爐天后廟 的存檔，存档日期2006-04-24.

## 外部連結
- （繁體中文）香港島熱門景點 （页面存档备份，存于） - 香港旅遊發展局